# Гвардейский мемориал
Гвардейский мемориал (также известный как Военный мемориал гвардейской дивизии (англ. The Guards Memorial) — открытый военный мемориал, расположенный на западной стороне Хорсгвардс-роуд, напротив парада конной гвардии в Лондоне, Великобритания. Посвящен памяти воинов гвардейской дивизии и связанных с ней подразделениях во время Первой мировой войны, а также подразделениям Внутренних войск Британской армии во время Второй мировой войны и других конфликтов, начиная с 1918 года.

## История
Памятник был построен Бирмингемской гильдией за 22 000 фунтов стерлингов, а надпись на нем вырезал Эрнест Гиллик. Он был торжественно открыт фельдмаршалом принцем Артуром, герцогом Коннаутским и Стратхернским, на церемонии 16 октября 1926 года, в сопровождении 100-летнего ветерана Крымской войны генерала сэра Джорджа Хиггинсона, с посвящением преподобным Х. Дж. Флемингом, который стал старшим капелланом гвардейской дивизии, когда она была сформирован в 1915 году. Памятник получил благословение генерального капеллана Вооруженных сил преподобного Альфреда Джарвиса, мимо памятника прошли маршем 15 000 военнослужащих и бывших гвардейцев. Мемориал пострадал от бомб во время Второй мировой войны, и некоторые из них остались невосстановленными оставив «почетные шрамы».

## Описание
Мемориал-кенотаф был спроектирован Гарольдом Чалтоном Брэдшоу. Памятник представляет собой широкий приземистый обелиск из белого портлендского камня высотой 38 футов (12 м), установленный на белом каменном основании с тремя ступенями. На возвышении с восточной стороны мемориала, обращенного к параду конной гвардии, установлены пять больших бронзовых скульптур солдат работы Гилберта Ледворда, по одной от каждого полка пешей гвардии, которые стоят с винтовками в руках. Скульптуры солдат каждая из которых немного больше натуральной величины человека (около 7,3 фута — 2,21 м). Статуи созданы по образцу действующих гвардейцев: сержанта Р. Брэдшоу М. М. из гренадерской гвардии, младший капрал Дж. С. Ричардсон из Колдстримской гвардии, гвардеец Дж. Макдональд из шотландской гвардии, гвардеец Саймон Маккарти из ирландской гвардии (ноги смоделированы другим гвардейцем, младшим сержантом У. Дж. Киддом) и гвардеец А. Комли из валлийской гвардии. На трех других сторонах монумента расположены бронзовые панно, по одному с каждой стороны с изображением военной техники, а сзади — с изображением артиллерии в действии. Статуи и панно были отлиты на литейном заводе William Morris Art Bronze из бронзы, взятой из немецких орудий, переплавленных после Первой мировой войны.
Над пятью статуями на кенотафе также имеется надпись, написанная Редьярдом Киплингом, чей единственный сын Джон был убит в бою во время службы в ирландской гвардии в битве при Лоосе в сентябре 1915 года.: «To the Glory of God // And in the memory of the // Officers Warrant Officers // Non Commissioned Officers & // Guardsmen of His Majesty’s // Regiments of Foot Guards // who gave their lives for their // King and Country during the // Great War 1914—1918 and of the // Officers Warrant Officers // Non-Commissioned Officers and // Men of the Household Cavalry // Royal Regiment of Artillery // Corps of Royal Engineers // Royal Army Service Corps Royal // Medical Corps and other // Units who while serving the // Guards Division in France & // Belgium 1915—1918 fell with them in // the fight for the World’s Freedom.» («Во славу Божью и в память об офицерах, прапорщиках, унтер-офицерах и гвардейцах пехотных полков Его Величества, которые отдали свои жизни за Короля и страну во время Великой войны 1914—1918 годов и офицеры, прапорщики, унтер-офицеры и солдаты внутренней кавалерии Королевского артиллерийского полка, Королевского инженерного корпуса, Королевского армейского корпуса, Королевского медицинского корпуса и других подразделений, которые во время службы в Гвардейской дивизии во Франции и Бельгия в 1915—1918 годах пали вместе с ними в борьбе за свободу во всем мире».)
Над основной надписью — вырезанный крест между полосами горизонтальных линий, а ниже — вторая надпись: «Этот памятник был воздвигнут их друзьями и соратниками». В дальнейших надписях по бокам кенотафа перечислены участвовавшие в нём подразделения, а на западной стороне, под другим крестом, указаны их боевые заслуги.

## Последующие события
После Второй мировой войны под статуями была добавлена надпись в память о тех, кто погиб в период с 1939 по 1945 год.
В 1970 году мемориалу был присвоен второй класс, а в октябре 2014 года он был переведен в первый класс.

## Отражение в культуре
В фильме 28 дней спустя, в опустевшем Лондоне главный герой фильма Джим проходит рядом с памятников гвардейцев

## Галерея

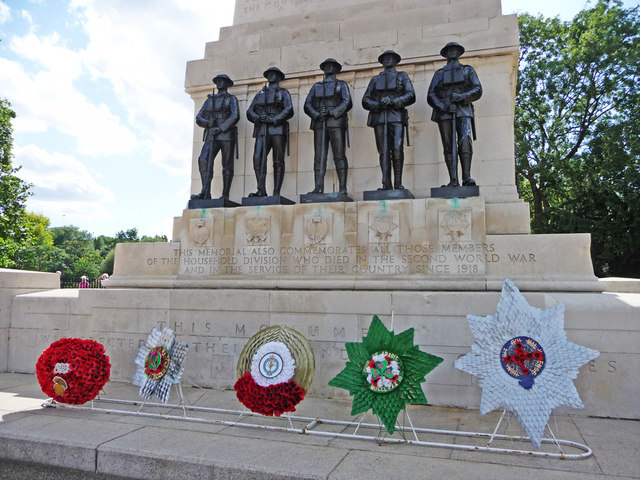
"В 2009 году к пяти бронзовым статуям были возложены венки"
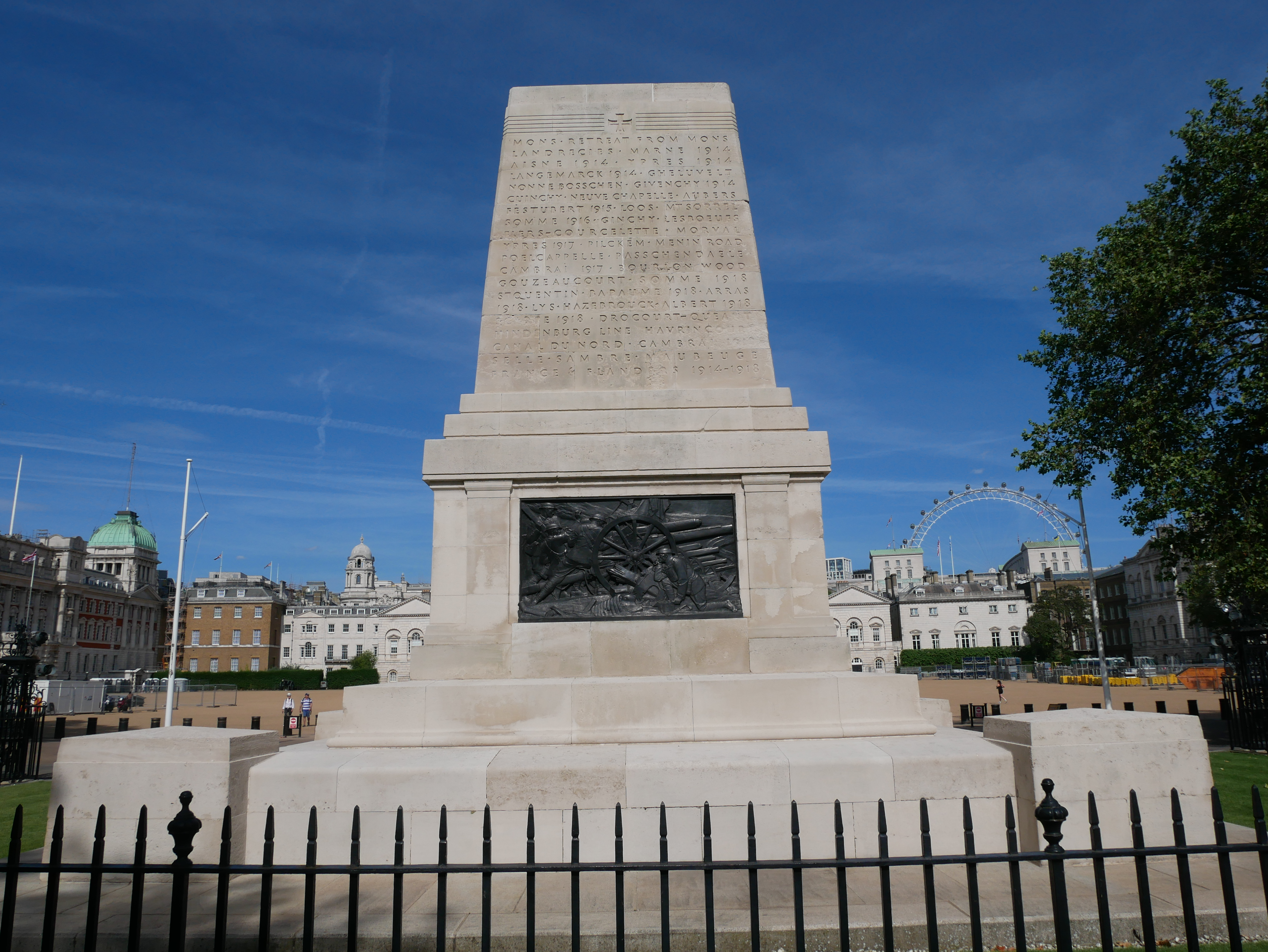
Западная сторона мемориала гвардейцев
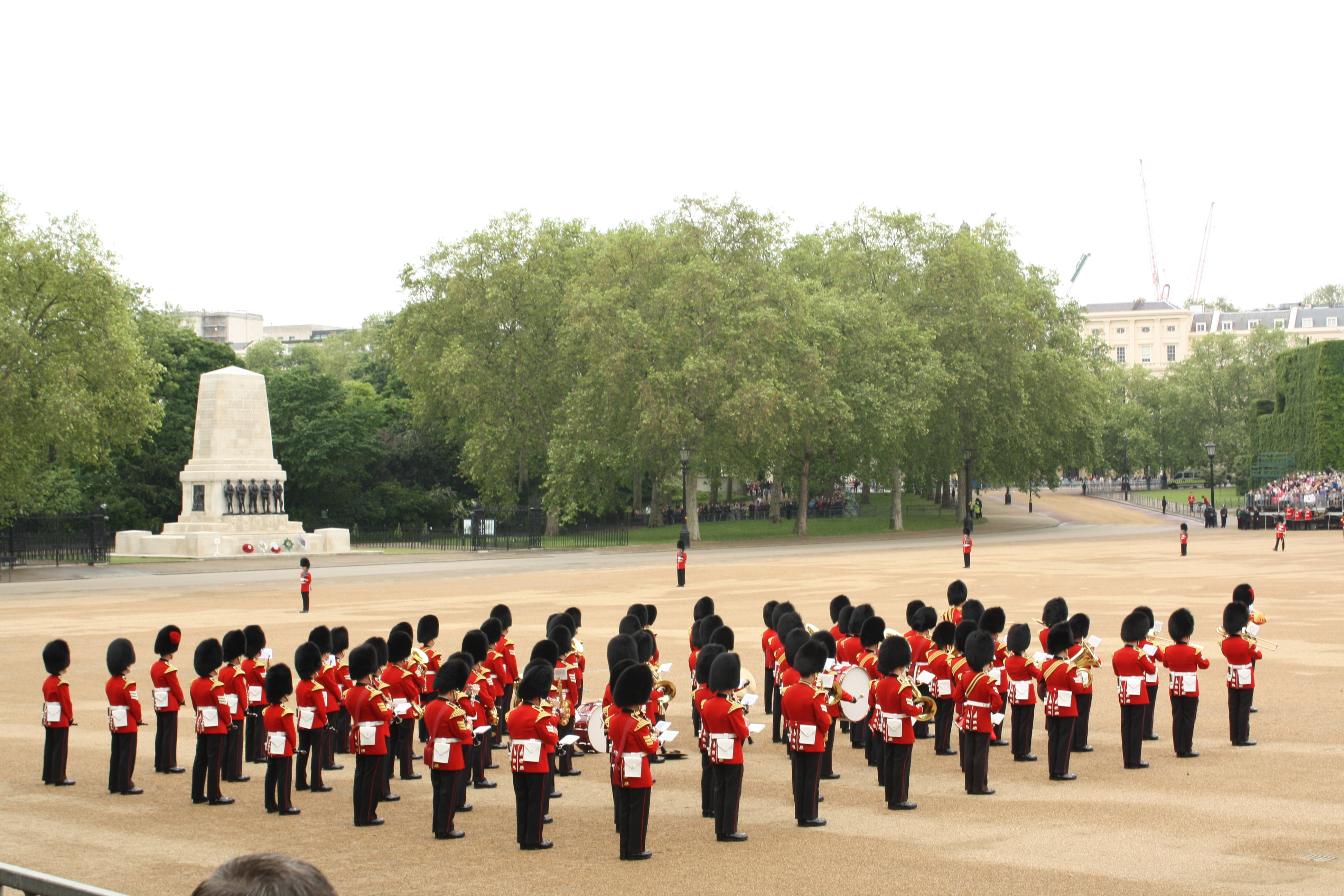
Вид мемориала со стороны конного парада